# Chosen Jacobs
Chosen Jacobs (Springfield, 1º luglio 2001) è un attore statunitense noto principalmente per il ruolo di Mike Hanlon nell'adattamento cinematografico del 2017 del romanzo di Stephen King It e nel suo seguito It - Capitolo due.

## Biografia
Jacobs è nato a Springfield, Massachusetts ma ha sempre vissuto ad Atlanta. Ha iniziato la sua carriera da musicista, cantando e suonando il pianoforte e la chitarra, successivamente si è avvicinato alla recitazione grazie alla madre che lo iscrisse a dei corsi di teatro.
La sua prima esperienza in televisione fu uno spot pubblicitario del marchio Hot Wheels.

## Filmografia

### Cinema
- Hooky, (2016), non accreditato
- Remnants – cortometraggio(2016)
- It, regia di Andy Muschietti (2017)
- 2017 - Cops and Robbers
- It - Capitolo due (It: Chapter Two), regia di Andrés Muschietti (2019)
- Sneakerentola (Sneakerella), regia di  Elizabeth Allen Rosenbaum (2022)
- Purple Hearts, regia di Elizabeth Allen Rosenbaum (2022)
- Darby Harper - Consulenza fantasmi (Darby and the Dead), regia di Silas Howard (2022)

### Televisione
- Hawaii Five-0 – serie TV, 7 episodi (2016-2018)
- American Woman – serie TV, episodio Un'ondata di calore (2018)
- Castle Rock – serie TV, 4 episodi (2018-2019)
- God Friended Me – serie TV, 4 episodi (2018-2020)
- When the Streetlights Go On – serie TV  (2020)

## Premi e riconoscimenti
Endless Mountains Film Festival
- MTV Movie & TV Awards
  - 2016 - Miglior attore non protagonista per Remnants
  - 2018 - Miglior performance di gruppo (con Finn Wolfhard, Sophia Lillis, Jaeden Lieberher, Jack Dylan Grazer, Wyatt Oleff e Jeremy Ray Taylor) per It[1][2][3]

## Doppiatori italiani
Nelle versioni in italiano delle opere in cui ha recitato, Chosen Jacobs è stato doppiato da:
- Riccardo Suarez in It, It - Capitolo 2, Purple Hearts
- Lorenzo Crisci in Sneakerentola, Darby Harper - Consulenza fantasmi
- Mirko Cannella in Hawaii Five-O